# BLOC1S1
BLOC1S1‏ (Biogenesis of lysosomal organelles complex 1 subunit 1) هوَ بروتين يُشَفر بواسطة جين BLOC1S1 في الإنسان.